# Мајкл Ченг
Мајкл Ти-Пеј Ченг (енгл. Michael Chang, кинески: 張 德 培; Zhāng Dépéi; рођен 22. фебруара 1972, у Хобокену, Њу Џерзи, САД) је бивши амерички професионални тенисер. Познат је по томе што је постао најмлађи тенисер свих времена који је освојио гренд слем турнир победивши на Отвореном првенству Француске 1989, са седамнаест година.
Од децембра 2013. је тренер јапанског тенисера Кеја Нишикорија.

## Гренд слем финала

### Појединачно 4 (1-3)
| Исход     | Година | Турнир                        | Противник     | Резултат                |
| Победа    | 1989   | Ролан Гарос                   | Стефан Едберг | 6–1, 3–6, 4–6, 6–4, 6–2 |
| Финалиста | 1995   | Ролан Гарос                   | Томас Мустер  | 5–7, 2–6, 4–6           |
| Финалиста | 1996   | Отворено првенство Аустралије | Борис Бекер   | 2–6, 4–6, 6–2, 2–6      |
| Финалиста | 1996   | Отворено првенство САД        | Пит Сампрас   | 1–6, 4–6, 6–7(3–7)      |

## Мастерс куп финала

### Појединачно 1 (0-1)
| Исход     | Година | Турнир      | Подлога | Противник   | Резултат                |
| Финалиста | 1995   | Мастерс куп | Тврда   | Борис Бекер | 6–7(3–7), 0–6, 6–7(5–7) |